# Alatri
La ciudad de Alatri (/a'latri/) es un municipio italiano situado en la provincia de Frosinone en la región del Lacio.
Es una de las más importantes ciudades del Valle Latino, siendo también la tercera ciudad en población de la provincia.
Consta 28.192 habitantes. Su término municipal tiene una superficie de 97 km² y una densidad de 291 hab/km². 
Se encuentra situada a 83 kilómetros de Roma, la capital, y a 163 kilómetros de Nápoles. 
La ciudad es un centro turístico notorio, sobre todo por la acrópolis prerromana, ubicada en lo alto de la colina y rodeada por una gruesa muralla, que consta de paramentos construidos con grandes bloques de piedras sin ningún tipo de cimentación.
La entrada principal, la Puerta Mayor, mira hacia el sureste.

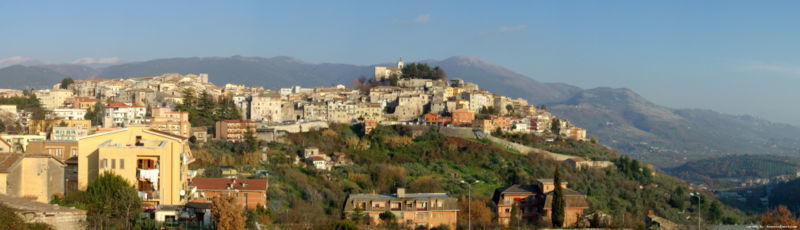
Panorámica de la ciudad de Alatri.

## Evolución demográfica
| Gráfica de evolución demográfica de Alatri entre 1861 y 2001 |
|                                                              |
| Fuente ISTAT - elaboración gráfica de Wikipedia              |

- Datos: Q18400
- Multimedia: Alatri / Q18400

1. ↑  Worldpostalcodes.org, código postal n.º 03011.
2. ↑  «Codici Catastali». Comuni-italiani.it (en italiano). Consultado el 29 de abril de 2017.